# Saint Thomas Basket Le Havre
Il Saint Thomas Basket Le Havre è un club francese di pallacanestro della città di Le Havre. Fondata nel 1924, gioca nel campionato francese.
Disputa le partite interne nella Salle des Docks Océane, che ha una capacità di 3.598 spettatori.

## Cestisti
- Nianta Diarra 2012-2013, 2014-2015